# Казимир П'єр Пер'є
Казимир П'єр Пер'є (фр. Casimir Pierre Périer; 11 жовтня 1777, Гренобль — 16 травня  1832, Париж) — французький банкір, політик і державний діяч, який з 13 березня 1831 до 16 травня 1832 перебував на посаді прем'єр-міністра Франції, очолюючи кабінет міністрів Липневої монархії.

## Біографія
Казимир П'єр Пер'є народився і виріс у сім'ї французького банкір Клода Пер'є. Був четвертим сином у батьків.
У 1796 служив в армії і брав участь у Першому італійському поході.
У 1802 заснував у Парижі разом із братом Сципіоном банкірський дім, який приніс йому велике майно.
У 1817 пішов у політику завдяки брошурі, спрямованої проти фінансової політики міністерства, що відкрило йому доступ до палати депутатів.
Він зайняв місце на лавах опозиції і вперто боровся з усіма реакційними заходами міністерств, особливо Жана-Батиста Віллеля. Разом з Бенжаменом Констаном, Лафаєтом та іншими він був одним із тих 60-ти опозиційних депутатів, які залишили засідання палати внаслідок насильства над Манюелем (1823). Пер'є всіляко підтримував кабінет міністрів Мартіньяка, який прийшов на зміну кабінету Віллеля.
Під час Липневої революції паризька квартира Пер'є була одним з центрів, де збиралися очільники парламентської опозиції. Він був членом депутатської групи, відправленої 28 липня до командувача паризьким гарнізоном маршалу Огюсту Фредеріку Луї Мармону з проханням про скасування ордонансів, що викликали повстання.
Наступного дня він був обраний членом муніципальної комісії (тимчасового уряду), яка закликала на французький престол Луї-Філіппа.
3 серпня Пер'є було обрано президентом палати депутатів. Він був міністром без портфеля у міністерстві 11 серпня, але не вступив у занадто, на його думку, радикальне міністерство Лаффіта і знову зайняв президентське місце в палаті.
13 березня 1831 року, після падіння міністерства Лаффіта, Пер'є сформував і очолив новий кабінет міністрів, обійнявши посаду міністра внутрішніх справ.
При призначеннях на посади, Казимир П'єр Пер'є виявив надзвичайну суворість до ліберальних і республіканських переконань кандидатів, зате крайню поблажливість до легітимістських. Він відкрито заявляв свою ворожість усім крайнім принципам і прагнув створення консервативної партії, яка об'єднала б прихильників нового уряду з більш поміркованними прихильниками режиму Реставрації. При ньому був проведений реакційний закон про зібрання, скасований під тиском громадської думки, та про спадковість перської гідності.
Весь час управління Пер'е було сповнене хвилюваннями у Парижі, Вандеї та інших місцях. Особливо серйозним був бунт у місті Ліоні. Пер'є втихомирював повстання із залізною суворістю. В іноземній політиці він виявляв часом велику енергію, при ньому французькі війська зайняли Анкону у вигляді противаги австрійської окупації північної частини папських володінь. Також була проведена перша експедиція проти Нідерландів.
«Порядок був заповітною мрією Казимира Пер'є», — так визначав його характер П'єр Поль Ройє-Коллар у надгробній промові, — «за будь-що він бажав врятувати порядок, за нього боровся він з тією пристрастю, яка не знає поступок ...»
Наполегливий, завжди надзвичайно вперто переслідував намічену мету, при цьому дратівливий, Пер'є не користувався любов'ю ні товаришів, ні навіть короля, для якого він зробив так багато. Це пояснюється тим, що Пер'є за вдачею не був царедворцем і у зносинах з королем зберігав властиві йому непоступливість, самостійність та гордість. Відводячи широке поле королівським прерогативам, Пер'є, водночас не дозволяв королю порушувати права парламенту. Більш, ніж будь-хто, він сприяв зміцненню парламентарної монархії Луї-Філіппа.

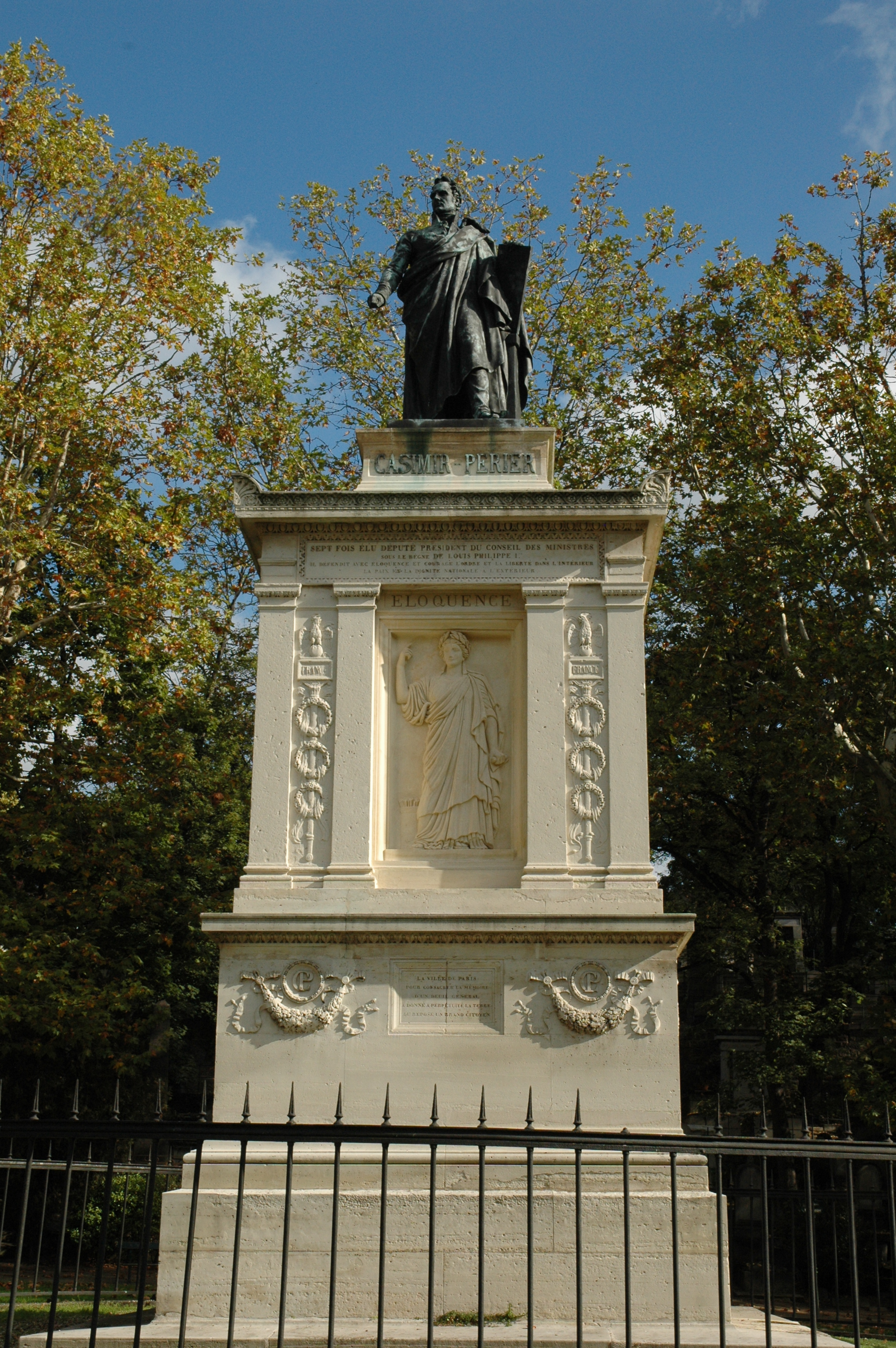
Пам'ятник Пер'є на цвинтарі Пер-Лашез (Париж)

Казимир П'єр Пер'є помер від холери 16 травня 1832 року в Парижі, де пізніше на його честь була споруджена статуя.

## Сім'я

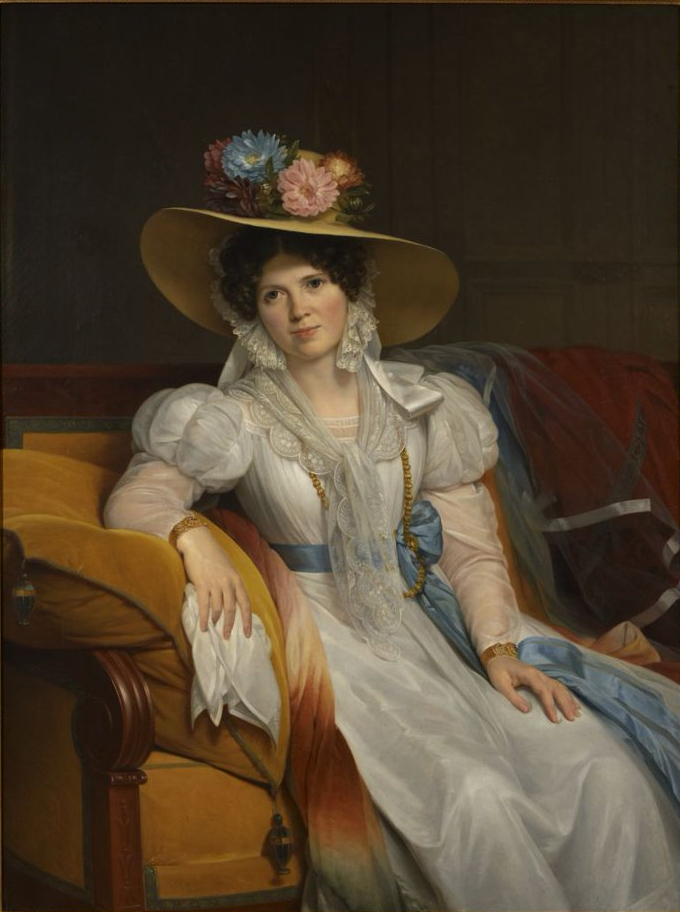
Полін

13 жовтня 1805 Пер'є одружився в сімейному замку Візіль поблизу Гренобля з багатою спадкоємицею, Марі-Сесіль Лоранс (так званою Полін) Лойе фр. Marie Cécile Laurence (dite Pauline) Loyer (1788—1861). Велике придане подружжя допомогло Казимиру Пер'є вирішити всі фінансові труднощі і відсунути брата від управління банківською конторою, яка була створена ними спільно.
Пізніше у них народилося двоє синів:
- Огюст Казимир-Пер'є (1811—1876), міністр внутрішніх справ в уряді Луї Адольфа Тьєра і батько Жана Казимира-Перьє — шостого президента Франції.
- Шарль-Фортюнат-Поль Казимир-Пер'є (1812—1897).